# Bắc Bán cầu

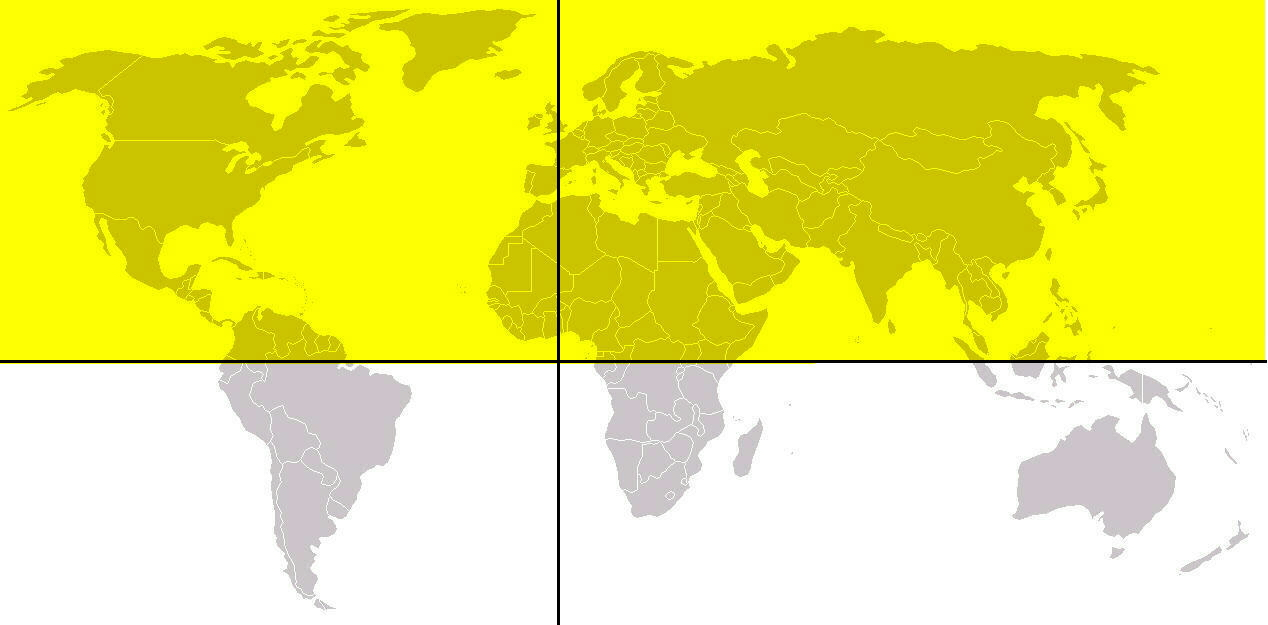
Bắc Bán cầu được tô màu vàng.

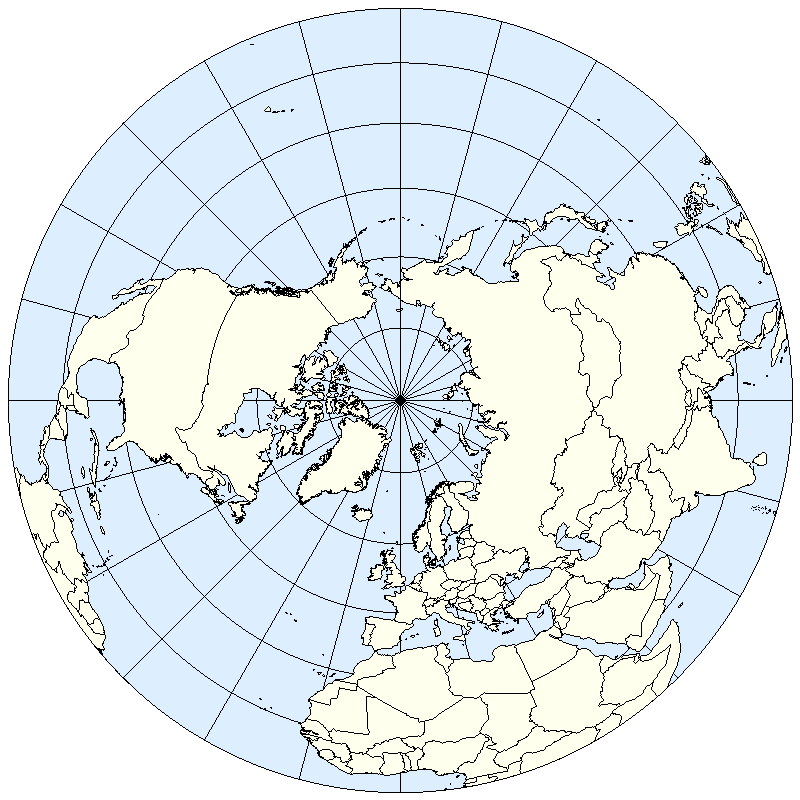
Bản đồ Bắc Bán cầu với trung tâm là cực bắc

Bắc Bán cầu hay nửa cầu Bắc là một nửa của bề mặt Trái Đất (hay thiên cầu) hay của một số hành tinh trong hệ Mặt Trời lần lượt nằm ở hướng bắc của đường xích đạo và hướng bắc của mặt phẳng hoàng đạo. Trên Trái Đất, Bắc Bán cầu là phần bề mặt chủ yếu khi xét về phần diện tích đất đai lục địa và dân số của thế giới.
Trong các khu vực ôn đới của Bắc Bán cầu, mùa đông kéo dài từ tháng 12 đến tháng 2 (mặc dù thời tiết mùa đông có thể bắt đầu sớm vào tháng 11 và kéo dài đến tháng 3 hay đôi khi đến tận tháng 4) và mùa hè bắt đầu từ tháng 6 đến tháng 8. Trong kỷ nguyên J2000 thì điểm cận nhật của Trái Đất rơi vào đầu tháng 1, trong khoảng thời gian quanh đó chuyển động của Trái Đất trên quỹ đạo là nhanh nhất. Vì thế, các mùa đông của Bắc Bán cầu trong vài thế kỷ tới có xu hướng ngắn hơn và về lý thuyết là ít khắc nghiệt hơn (không đáng kể) so với các mùa đông ở Nam bán cầu ở cùng một giá trị của vĩ độ. Tuy nhiên, do hiện tượng tuế sai điểm cận nhật thì điều này lại không đúng và ngược lại hoàn toàn sau khoảng 9.000 năm nữa. Ngoài ra, do ảnh hưởng của đại dương ở Nam bán cầu là rõ nét hơn nên trên thực tế là khí hậu của Bắc Bán cầu khắc nghiệt hơn. Các khu vực nhiệt đới có xu hướng có mùa mưa trong các tháng 'mùa hè' và mùa khô trong các tháng 'mùa đông'.
Các khu vực ở phía bắc của vòng Bắc cực sẽ có một số ngày trong mùa hè mà khi đó Mặt Trời không bao giờ lặn, và một số ngày trong mùa đông mà Mặt Trời không bao giờ mọc. Thời gian của các pha này dao động từ một ngày tại các điểm chính xác trên vòng Bắc cực tới vài tháng tại các điểm rất gần với Bắc cực của Trái Đất.
Tại Bắc Bán cầu thì kể từ thời điểm đông chí thì Mặt Trời có xu hướng mỗi ngày lại lên cao một chút về phía bắc và lên cao nhất về phía bắc vào ngày hạ chí và sau đó lại xuống thấp dần về phía nam và xuống thấp nhất về phía nam vào ngày đông chí.
Do trục tự quay của Trái Đất chỉ nghiêng so với phương vuông góc của mặt phẳng quỹ đạo của nó một góc khoảng 21,5 ° đến 24,5 ° (trong kỷ nguyên J2000 khoảng 23, 438°) nên tại các khu vực ôn đới và khu vực vùng cực của Bắc Bán cầu trong toàn bộ thời gian của năm thì Mặt Trời luôn luôn di chuyển từ phương đông sang phương tây ở phía nam của thiên đỉnh, tạo ra bóng nắng quay theo chiều kim đồng hồ trong cả ngày. Tại khu vực nhiệt đới, tùy theo vĩ độ sẽ có những ngày Mặt Trời ở về phía bắc (xung quanh ngày hạ chí nhiều hay ít, nhiều nhất là tại xích đạo với thời gian này lên tới 6 tháng-từ xuân phân tới thu phân và ít nhất là tại đường bắc chí tuyến với thời gian khoảng 1 ngày) của thiên đỉnh và những ngày ở phía nam của thiên đỉnh. Trong những ngày Mặt Trời ở phía bắc của thiên đỉnh thì bóng nắng sẽ quay ngược chiều kim đồng hồ.

## Các châu lục và quốc gia ở Bắc Bán cầu Trái Đất
Các châu lục ở Bắc Bán cầu có:
- châu Á (riêng Indonesia chủ yếu nằm ở Nam bán cầu và Đông Timor nằm hoàn toàn ở Nam bán cầu)
- châu Âu
- Bắc Mỹ và Caribe
- Một phần nhỏ của Nam Mỹ, phía bắc sông Amazon
- Khoảng 2/3 diện tích châu Phi, phía bắc sông Congo

Các quốc gia châu Phi nằm hoàn toàn hay chủ yếu ở Bắc Bán cầu gồm:
| - Algérie - Bénin - Burkina - Cameroon | - Cabo Verde - Cộng hòa Trung Phi - Tchad - Djibouti | - Ai Cập - Guinea xích đạo - Eritrea - Ethiopia | - Gambia - Ghana - Guinea-Bissau - Bờ biển Ngà | - Kenya - Liberia - Libya - Mali | - Mauritanie - Maroc - Niger - Nigeria | - Senegal - Sierra Leone - Somalia - Sudan | - Togo - Tunisia - Uganda - Tây Sahara |

Các quốc gia và vùng lãnh thổ nằm chủ yếu ở Bắc Bán cầu mà thuộc về khu vực châu Đại Dương có:
- Quần đảo Marshall
- Liên bang Micronesia
- Palau

Các quốc gia và vùng lãnh thổ chủ yếu hoặc một phần nằm ở Bắc Bán cầu mà là một phần của châu Nam Mỹ:
|  | - Guyana - Suriname | - Venezuela . |